# Solanum pimpinellifolium
Espèce
Classification phylogénétique
La tomate groseille (Solanum pimpinellifolium) est une espèce de plantes de la famille des Solanaceae, originaire d'Amérique du Sud. Elle ressemble à une petite tomate (dont elle est voisine), et ses fruits rouges sont comestibles.

## Synonyme
- Lycopersicon pimpinellifolium (L.) Mill.